# Kalcijev karbid
Kalcijev karbid je kemijska spojina, s formulo CaC2.

## Značilnosti
Kemijsko čista spojina je brezbarvna.
Industrijsko kakovostno proizveden kalcijev karbid je sive ali rjave barve, sestavljen iz 80-85% kalcijevega karbida (CaC2) in manjših deležev: kalcijevega oksida (CaO), kalcijevega fosfida (Ca3P2), kalcijevega sulfida (CaS), kalcijevega nitrida (Ca3N2) in silicijevega karbida (SiC) itd.
Zaradi prisotnosti fosfina (PH3), amonijaka (NH3) in vodikovega sulfida (H2S) ima industrijsko proizvedeni kalcijev karbid (kar je posledica tehnološkega postopka) pri višjih koncentracijah namerno neprijeten, pri nižjih pa opazen značilen vonj, vse z namenom zgodnjega opozarjanja zaradi nevarnosti pri neželenem uhajanju plinov, nevarnosti vžiga, požara ali eksplozije.

### Kristalna zgradba
V kristalni obliki pri sobni temperaturi, je popačena kamena sol struktura s C22−  enote in leži vzporedno. [6]

## Proizvodnja
CaO + 3 C → CaC2 + CO
Kalcijev karbid se industrijsko proizvaja iz mešanice apna in koksa pri temperaturah približno 2000 °C. Ta metoda ostaja nespremenjena že vse od njenega izuma leta 1888. Visoke temperature, potrebne za te reakcije, praktično ni mogoče izvesti s tradicionalnim zgorevanjem, tako da reakcija poteka v električni obločni peči z grafitnimi elektrodami. Produkt večinoma vsebuje 80% kalcijevega karbida. Karbid za proizvodnjo se zdrobi v obliko  manjših kock, ki imajo razpon od nekaj do 50 mm, pri tem so nečistoče skoncentrirane v lepših frakcijah.
Vsebnost CaC2 se določi z merjenjem količine proizvedenega acetilena pri hidrolizi. Na primer: britanski in nemški standardi za vsebino grobe frakcije so 295 l/kg in 300 l/kg. Nečistoče v karbidu vključujejo fosfid, ki med hidrolizacijo proizvaja posfin.
Reakcija je bila pomemben del kemijske industrijske revolucije, v ZDA je bila na prehodu v 20. stoletje mogoča zaradi velikih količin proizvedene elektrike v hidroelektrarnah pri Niagarskih slapovih.
Metodo za proizvodnjo v električni obločni peči sta neodvisno odkrila T. L. Willson in H. Moissan v letih 1888 in 1892.

## Uporaba

### proizvodnja acetilena
Reakcijo kalcijevega karbida z vodo, pri kateri se sprošča acetilen in nastaja kalcijev hidroksid, je odkril Friedrich Wöhler leta 1862.
CaC2 + 2 H2O → C2H2 + Ca(OH)2
Reakcija je bila podlaga za industrijsko proizvodnjo acetilena in je še danes glavna industrijska uporaba kalcijevega karbida.
Acetilen se lahko proizvaja tudi z delnim zgorevanjem metana, ali kot stranski produkt pri etilnem toku iz razpoke ogljikovodikov. Na tak način se ga letno proizvede okoli 400.000 ton.
Na Kitajskem, acetilen iz kalcijevega karbida ostaja surovina za kemično industrijo, zlasti za proizvodnjo polivinil klorida. Lokalno pridelan acetilen je bolj ekonomičen kot uvožena nafta. [7] Proizvodnja kalcijevega karbida na Kitajskem narašča. V letu 2005 je bila tamkajšnja proizvodnja 8.940.000 ton, z možnostjo proizvodnje do 17 milijonov ton. [8]
V ZDA, v Evropi in na Japonskem se poraba kalcijevega karbida na splošno zmanjšuje. [9] Letna proizvodnja kalcijevega karbida v ZDA leta 1990 je bila 236.000 ton. [6]

### proizvodnja kalcijevega cianamida
Pri visoki temperaturi kalcijev karbid reagira z dušikom in pri reakciji nastane kalcijev cianamid.
CaC2 + N2 → CaCN2 + C
Kalcijev cianamid se uporablja kot gnojilo. Gre za razstavljanje spojine s hidrolizo in pri tem dobimo cianamid (H2NCN)

### uporaba v metalurgiji
Kalcijev karbid se uporablja:
- pri odstranjevanju žvepla iz železa (grodlja-železa, ki pride neposredno iz plavža, litega železa in jekla)[1]
- kot gorivo pri proizvodnji jekla, za razširitev ostankov razmerja za tekoče železo
- kot močan antioksidant za čistilne naprave

### za razsvetljavo
Kalcijev karbid se uporablja v karbidnih svetilkah. Pri reakciji kalcijevega karbida z vodo nastaja acetilen, gorljivi plin. Tovrstne svetilke so uporabljali v rudnikih premoga, kar pa je bilo lahko zelo nevarno, saj se v delih rudnikov lahko nabira vnetljivi plin metan. Zaradi tega so uvedli uporabo varnejših svetilk, kot je denimo Davyjeva svetilka, znana kot varnostna jamska svetilka za rudarje. Ime je dobila po njenem izumitelju siru Humphryju Davyju. V varnostni jamski svetilki žična mrežica zmanjšuje tveganje zaradi morebitnega vžiga metana. Vseeno pa je Humphry Davy menil, da ni povsem zanesljiva, saj so se tudi z njo dogajale nesreče, tako da se ni odločil za patentiranje svetilke. Po njegovem mnenju se je svetilka preveč segrevala in takrat se je povečala možnost za morebiten vžig prisotnega metana. Karbidne svetilke so tako bolj uporabljali v rudnikih bakra, kositra in skrilavca, saj v njih ni večje prisotnosti metana. Z leti so v rudnikih začeli uporabljati električne svetilke, ki so v uporabi še danes.
Karbidne svetilke še vedno uporabljajo v rudnikih bolj revnih držav, npr v rudniku srebra v bližini mesta Potosi v Boliviji. Poleg tega karbidne svetilke še vedno uporabljajo nekateri jamarji, za raziskovanje podzemnih področij, [10] četudi tudi oni vse bolj uporabljajo LED svetilke (svetleče diode, polprevodni vir svetlobe).
V prvih letih izdelave avtomobilov, motornih koles in koles so za osvetljavo vozišča uporabljali karbidne svetilke, ki pa so jih kasneje v celoti nadomestili z električnimi. [11]

### druge uporabe
Pri zorenju sadja se kalcijev karbid občasno uporablja kot vir acetilena, ki pri pospešitvi zorenja deluje podobno kot etilen. [12][13]
Na Slovenskem se kalcijev karbid ponekod tradicionalno uporablja ob velikonočnih praznikih, ko se zaradi zvočnega učinka »strelja s sodi«. V zaprtem sodu se kalcijev karbid pomeša z vodo, pri čemer nastaja plin acetilen. Ko se k odprtini na sodu približa plamen, ob vžigu acetilena nastane glasen pok, s soda pa nastala eksplozija odnese pokrov. Ker je tovrstna uporaba včasih povezana tudi z uživanjem alkoholnih pijač in neupoštevanjem osnovnih varnostnih postopkov, je večkrat prišlo do smrtnih primerov in poškodb.
Kalcijev karbid se skupaj s kalcijevim fosfidom uporablja v plavajočih, samovžigalnih pomorskih signalnih raketah. Med proizvajalcih teh je bila najbolj znana The Holmes' Marine Life Protection Association. Podjetje za proizvodnjo morskih smernikov, je bilo v Združenem kraljestvu ustanovljeno v 19. stoletju.